# Pascal Bressy
Pour les articles homonymes, voir Bressy.
Pascal Bressy est un acteur français, né le 21 novembre 1954 à Paris.

## Filmographie

### Cinéma
- 1959 : Le Petit Prof de Carlo Rim
- 1961 : Le Rendez-vous de Jean Delannoy
- 1962 : Les Petits Chats de Jacques R. Villa
- 1967 : Le Livre de la jungle pour la voix française de Mowgli
- 1973 : Le Grand Sabordage d'Alain Périsson
- 1973 : Le monde était plein de couleurs d'Alain Périsson

### Télévision
- 1967 : Mary de Cork de Maurice Cazeneuve
- 1972 : La Mare au diable de Pierre Cardinal[1]
- 1973 : Le Maître de pension de Marcel Moussy

## Théâtre
- 1967 : Serge Souplier, en alternance avec Philippe Paulino pour la création au Théâtre Michel de la pièce La Ville dont le prince est un enfant de Henry de Montherlant.